# Interação patógeno-hospedeiro
A interação patógeno-hospedeiro é descrita como a maneira em que os microorganismos ou vírus sustentam-se dentro de seus hospedeiros, em um nível molecular, celular, organismal e/ou populacional. Este termo é mais comumente usado para se referir a patógenos, embora eles possam não causar a doença em todos os hospedeiros.
Os microorganismos, em nível molecular e celular, podem infectar o hospedeiro e se reproduzir rapidamente, causando doenças e um desequilíbrio homeostático no organismo, ou secretando toxinas que levam ao aparecimento de sintomas. Os vírus também podem infectar o hospedeiro com DNA viral, o que pode afetar os processos celulares típicos (transcrição, tradução, etc.), dobramento de proteínas ou evasão da resposta imune.

## Patogenicidade

### História
Em 1854, Filippo Pacini fez a descrição de um dos primeiros patógenos observados por cientistas, Vibrio cholerae, o agente causador da cólera. Suas descobertas iniciais eram apenas ilustrações, mas, até 1880, ele publicou muitos outros artigos sobre a bactéria. Ele descreveu sua patogenicidade e desenvolveu tratamentos eficazes contra seus sintomas. A maioria dessas descobertas passou despercebida até 1884, quando Robert Koch redescobriu o organismo e o associou à doença. O parasita Giardia lambia foi descoberto por Leeuwenhoeck nos anos 1600  mas não foi considerado patogênico até 1970, após um grande surto em Oregon envolvendo o parasita. Desde então, outros patógenos foram identificados, como H. pylori e E. coli.

### Tipos de patógenos
Os patógenos podem ser bactérias, fungos, protozoários, helmintos e vírus. Cada um destes pode então ser classificado com base em seu modo de transmissão, o que inclui: transmissão por alimentos, pelo ar, pela água, pelo sangue e por vetores. Muitas bactérias patogênicas, como Staphylococcus aureus e Clostridium botulinum, são transmitidas por alimentos e secretam toxinas no hospedeiro para causar sintomas. HIV e Hepatite B são infecções virais transmitidas pelo sangue. Aspergillis, o fungo patogênico mais comum, secreta aflatoxina, que contamina muitos alimentos, especialmente aqueles cultivados no subsolo (nozes, batatas, etc.).

## Interações

### Tipos de interações
Dependendo de como o patógeno interage com o hospedeiro, ele pode estar envolvido em uma das três interações patógeno-hospedeiro:
- Comensalismo refere-se à interação entre organismos em que apenas um dos dois organismos se beneficia pela relação. Um exemplo é o Bacteroides thetaiotaomicron, que reside no trato intestinal humano, mas não oferece benefícios conhecidos.[6]
- Mutualismo é um tipo de interação onde tanto o patógeno quanto o hospedeiro se beneficiam da interação. Por exemplo, muitas das bactérias residem no sistema digestivo humano, enquanto auxiliam na quebra de nutrientes.[7]
- Parasitismo é a relação em que o patógeno se beneficia enquanto o hospedeiro é prejudicado. Isso pode ser observado no parasita causador da malária Plasmodium falciparum.

### Variabilidade patogênica em hospedeiros
Embora os patógenos tenham a capacidade de causar doenças, nem sempre o fazem, o que é descrito como patogenicidade dependente do contexto. É provável que essa variabilidade se origine de fatores genéticos e ambientais do próprio organismo hospedeiro. Por exemplo, a bactéria E. coli faz parte da microbiota intestinal em humanos saudáveis; no entanto, caso for movida a uma região diferente do trato digestivo, pode causar diarreia intensa. Dessa forma, embora a E. coli seja classificada como um patógeno, nem sempre age como tal. Este exemplo também pode ser aplicado a S. aureus, frequentemente encontrado na pele e nas fossas nasais, e a outros micróbios comuns à flora microbial humana.

## Tratamento contra patógenos
Atualmente, os antimicrobianos são o principal tratamento contra patógenos. Essas drogas têm a capacidade de matar ou inibir o crescimento de microorganismos. Existem vários tipos de fármacos antimicrobianos, como:
- Antibióticos – de ocorrência natural; são substâncias químicas produzidas por um microrganismo, que causa a morte ou inibe o crescimento de outros microrganismos.[9]

- Semi-sintéticos – derivados de bactérias, mas são aprimorados para ter um maior efeito.

- Sintéticos – estritamente feitos em laboratório.

Para os fármacos de atividade antibacteriana, cada um desses três tipos pode ser classificado em dois grupos subsequentes: bactericidas e bacteriostáticos.
Uma ameaça cada vez mais séria à saúde global relacionada ao tratamento farmacológico com agentes antimicrobianos no mundo atual é a resistência antimicrobiana. O uso indevido e excessivo de medicamentos antimicrobianos está acelerando esse processo, levando à seleção natural das bactérias resistentes. Esse fenômeno ameaça a prevenção e o tratamento de uma gama cada vez maior de infecções causadas por bactérias, parasitas, vírus e fungos, reduz a eficácia dos medicamentos e torna muitos tratamentos inúteis.